# Districtul Monor
Monor (în maghiară Monori járás) este un district în județul Pest, Ungaria.
Districtul are o suprafață de 329,81 km2 și o populație de 64.227 locuitori (2013).